# Panoz Auto Development

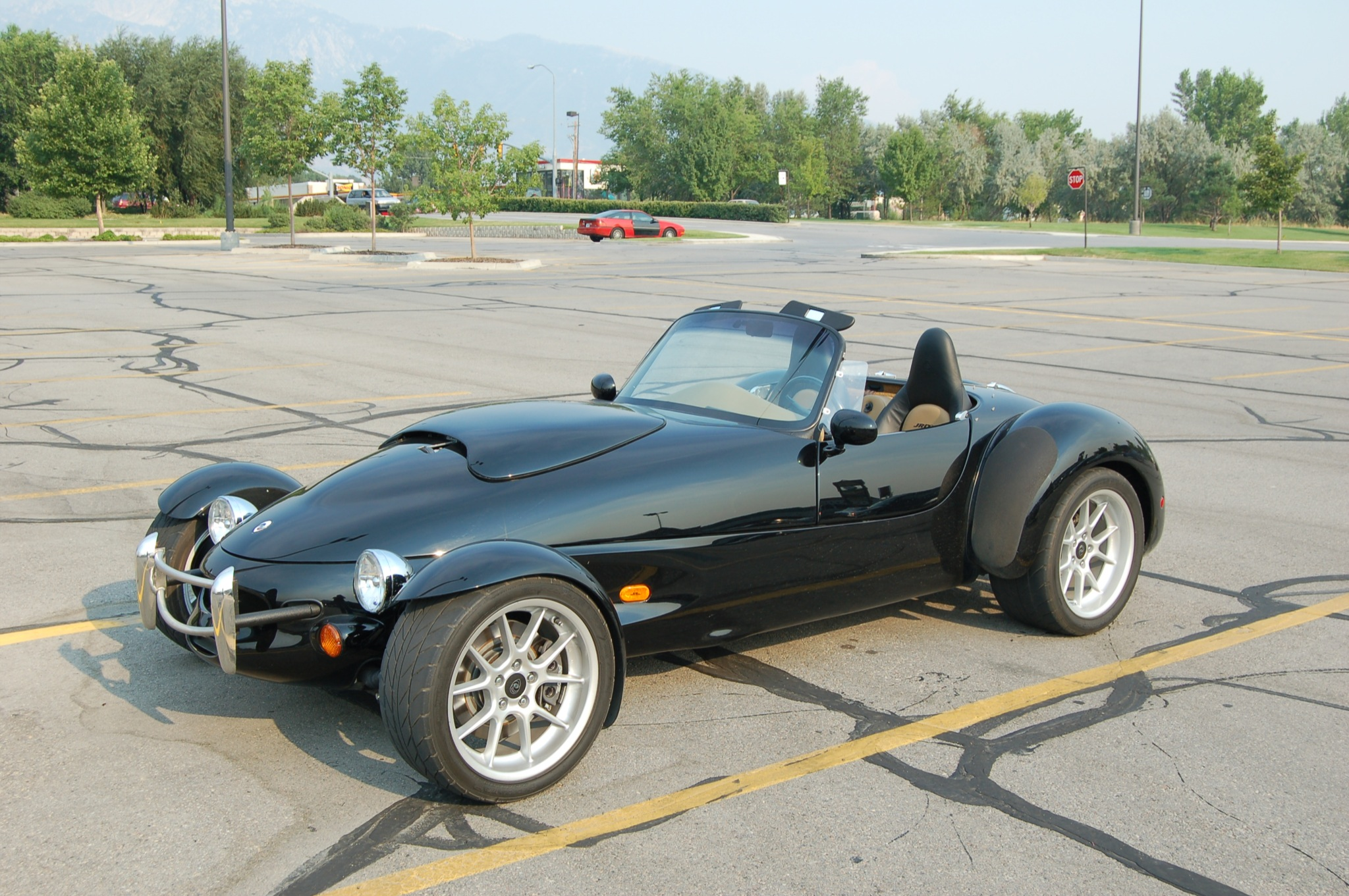
Panoz Roadster

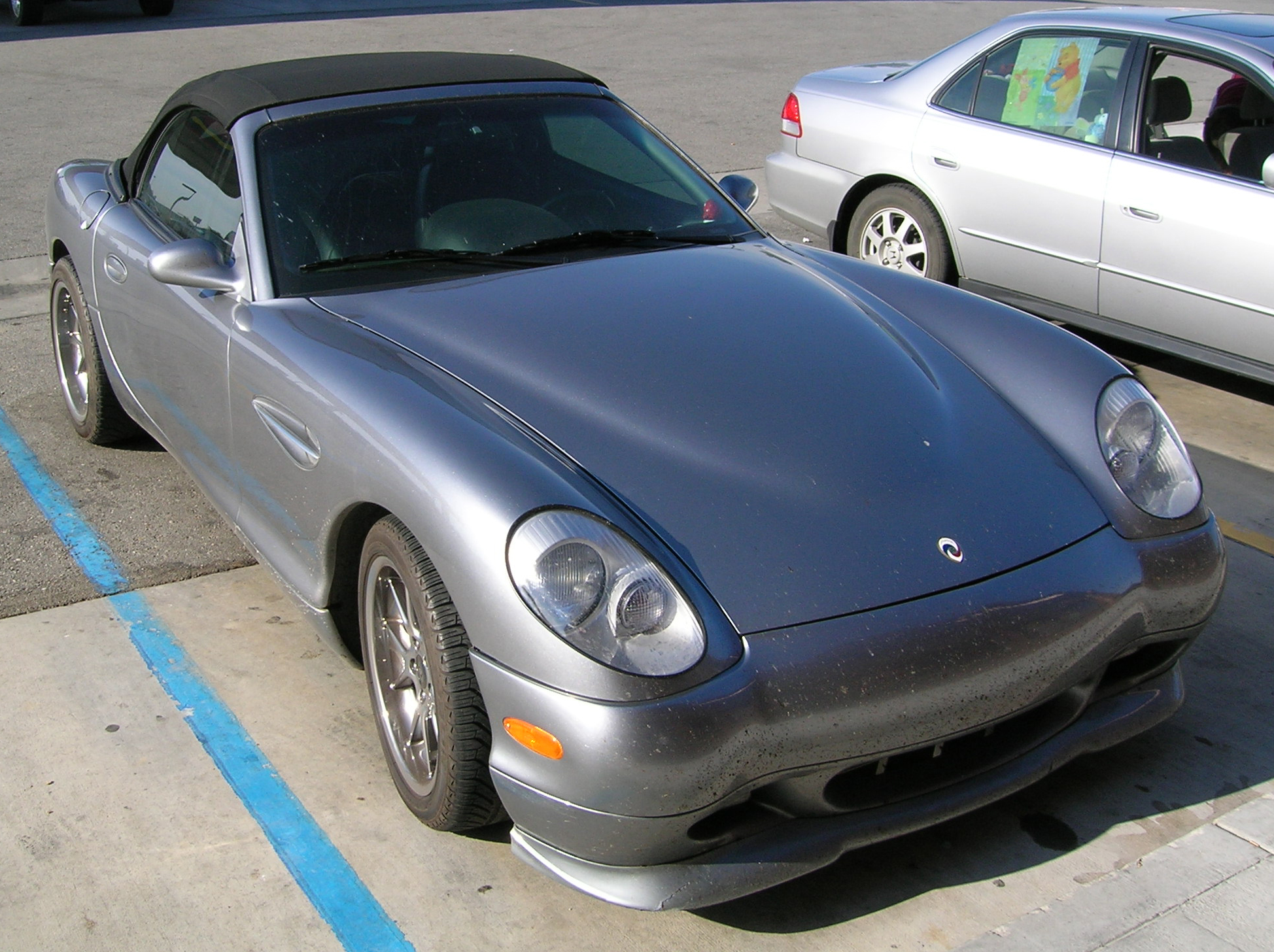
Panoz Esperante

Panoz Auto Development Company ist ein US-amerikanischer Hersteller von Automobilen.

## Unternehmensgeschichte
Daniel  Panoz gründete am 25. Januar 1989 das Unternehmen in Georgia. Als Orte werden Hoschton und Braselton genannt. Er begann mit der Produktion von Sport- und Rennwagen. Der Markenname lautet Panoz.

## Straßenfahrzeuge
Das erste Modell Panoz Roadster entstand 1989 aus einem übernommenen Projekt von Thompson Manufacturing Co. aus Irland. Zunächst trieb ein V8-Motor von Ford mit 5000 cm³ Hubraum den Roadster an. Später verwendete Panoz einen kleineren V8-Motor mit 4600 cm³ Hubraum und 32 Ventilen. 1995 entwickelte Rinspeed aus diesem Modell seinen Roadster R bzw. SC-R. Die anfängliche Bauweise mit Spaceframe-Rahmen und Aluminiumaufbau wich beim Roadster AIV einem Aluminiumrahmen.
Der folgende Panoz Esperante wird als konventioneller beschrieben. Der zweisitzige Roadster hat den gleichen Motor.